# Simkens

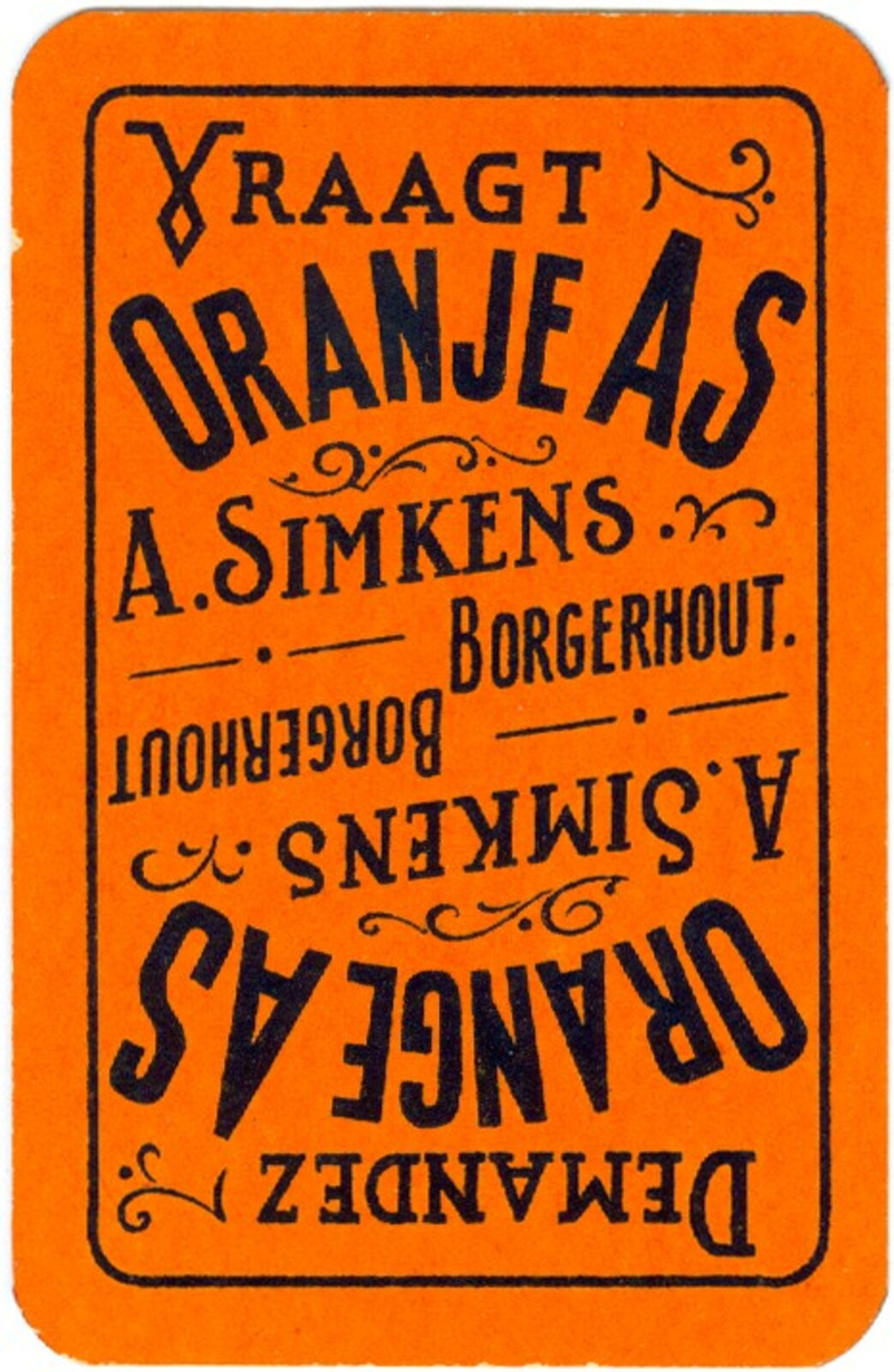

Simkens is een likeurstokerij uit Antwerpen, opgericht in 1885.

## Geschiedenis
Alphonse Simkens startte zijn loopbaan in 1882 als slijter in dranken in de Dambruggestraat op de hoek met de Sint-Gummarusstraat. 
In 1885 verhuist hij naar de Turnhoutsebaan in Borgerhout en richt daar een kleine likeurstokerij op die zich tien jaar later aan de overzijde vestigt in de panden met nummers 120-122. In 1920 verhuist het bedrijf naar de Sint-Erasmusstraat in Borgerhout en in 1965 wijkt het uit naar de Schanslaan in Borsbeek onder de naam Huis Alphonse Simkens nv.
In 2014 werd het Huis Alphonse Simkens geïncorporeerd in het bedrijf De Pallet nv in Aarschot.

## Wereldtentoonstellingen
De stokerij behaalde verschillende medailles en onderscheidingen:
- Amsterdam, 1883
- Antwerpen, 1885
- Brussel, 1888
- Parijs, 1889
- Amsterdam, 1895
- Parijs, 1900

## Producten
De stokerij is vooral bekend voor de likeur Oranje As, de gezondheidslikeur De Antwerpenaar (L'Anversoise) en de jenever Brabo.